# Bran Stark
Brandon Stark, còn được gọi là Bran, là một nhân vật giả tưởng trong series tiểu thuyết A Song of Ice and Fire 
được sáng tác bởi tác giả người Mỹ George R R. Martin, và loạt phim ăn theo Game of Thrones. Martin chia sẻ với tạp chí Rolling Stone năm 2014, chương về Bran cùng với Jaime và Cersei Lannister sẽ sớm "cuốn hút" với độc giả ngay trong cuốn tiểu thuyết đầu tiên.
Theo nội dung của A Song of Ice and Fire, Bran là con trai của Ned Stark, lãnh chúa của Winterfell và chủ nhân của pháo đài cổ ở phía Bắc của vương quốc Westeros. Bran sau đó xuất hiện trong cuốn A Clash of Kings (1998) và A Storm of Swords (2000). Bran là một trong số ít nhân vật nổi tiếng không có mặt trong A Feast for Crowns (2005), nhưng sau đó trở lại trong  A Dance with Dragons (2011).
Bran được thủ vai bởi nam diễn viên Isaac Hempstead-Wright trong loạt phim truyền hình cùng tên của đài HBO.

## Miêu tả nhân vật
Mở đầu A Game of Thrones (1996), Bran lúc này 7 tuổi. Cậu là con trai thứ hai của Eddard "Ned" Stark và người vợ Catelyn, và có 5 anh chị em: Robb, Sansa, Arya, Rickon, và người anh không cùng huyết thống Jon Snow. Bran luôn đi cùng sói tuyết direwolf tên là Summer. Martin miêu tả Bran trông giống như người mẹ của mình, có mái tóc nâu dày và đôi mắt xanh sâu thẳm của nhà Tullys.
Theo Martin, Bran là một cậu bé dễ thương và chu đáo, được mọi người ở Winterfell yêu mến. Cậu thích leo trèo, khám phá các bức tường và thành lũy của lâu đài; cậu hiếu thảo và biết suy nghĩ.
Giấc mơ trở thành một hiệp sĩ của Bran bỗng chốc tiêu tan bởi đôi chân bị tật trong Game of Thrones, Bran phải quen dần với hoàn cảnh và những khả năng mới của mình. Cậu dần mơ thấy những giấc mơ Tiên tri ("greensight") và bộc lộ khả năng nhập vào sói tuyết Summer (bước lột xác của cậu để trở thành Warg), cho thấy khả năng của cậu vượt ngoài sự mất mát đôi chân.

## Tổng quát
Nhân vật đầu tiên—nhỏ tuổi nhất—mang điểm nhìn của bộ tiểu thuyết, Bran được Martin tạo ra như một người hùng của loạt truyện. Mikal Gilmore của Rolling Stone ghi nhận vào năm 2014, phân cảnh Jaime Lannister đẩy Bran từ ngọn tháp xuống trong Game of Thrones giống như "bị bóp cổ". Martin đã trả lời trong một cuộc phỏng vấn:
Vào thời điểm năm 2000, Martin từng nói rằng Bran là nhân vật khó viết nhất:
Booklist trích dẫn Bran là một nhân vật đáng chú ý trong cuốn sách năm 1999, và tờ Publishers Weekly của Game of Thrones ghi nhận: "Thật thú vị khi xem các nhân vật của Martin trưởng thành và phát triển, đặc biệt là những đứa trẻ nhà Stark, trung tâm của bộ sách."
Sự vắng mặt của Bran trong A Feast Crows 2005, James Poniewozik của tờ tạp chí Time có bài viết về A Dance with Dragons (2011):

## Cốt truyện

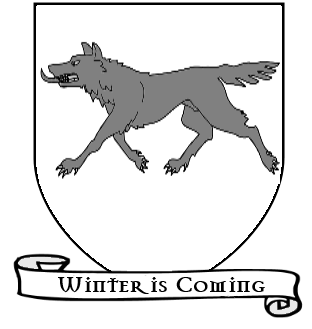
Coat of arms of House Stark

### A Game of Thrones
Trong cuốn A Game of Thrones (1996), Bran vô tình nhìn thấy Nữ hoàng Cersei Lannister và anh trai cô Ser Jaime quan hệ tình dục; và rồi cậu bé bị Jaime đẩy từ cửa sổ xuống để thủ tiêu bí mật, nhưng cậu lại sống sót trong tình trạng hôn mê. Trong khi Bran vẫn bất tỉnh, Catelyn ngày đem cầu nguyện cho mạng sống của con trai và kéo dài thời gian để sói tuyết Summer giết tên sát thủ- người có ý đồ giết chết Bran. Trong tiềm thức, Bran mơ thấy mình rơi xuống từ trên tháp và được một con quạ ba mắt dạy bay. Với sự hướng dẫn của quạ, Bran tỉnh lại; nhưng chân cậu bị liệt sau lần ngã, và không thể đi lại được. Sau đó cậu phải nhờ sự giúp đỡ của tên tôi tớ Hodor và dây nịt được thiết kế bởi Tyrion Lannister để di chuyển. Khi Robb sang phía Nam để giải cứu cha mình- Ned, bị bắt ở King Landing, thì Bran trở thành Lãnh Chúa của Winterfell.

### A Clash of Kings
A Clash of Kings năm 1998, Robb xưng danh vua vùng đất phía Băc, và Bran, người thừa kế tiếp theo của Robb, cai quản lâu đài trong lúc anh trai mình đi vắng. Khi Theon Greyjoy phản bội nhà Starks và chiếm Winterfell, Bran và Rickon trốn thoát nhờ sự dẫn đường của cô gái man tộc Osha. Nhằm che giấu thất bại của mình, Theon đã giết hại hai đứa trẻ và tuyên bố đó là Bran và Rickon. Sau đó Theon bị phản bội bởi Ramsay Snow, con hoang của Roose Bolton. Nhờ trốn trong hầm mộ của Winterfell, Bran thoát và trở lại tìm kiếm người thân trong lâu đài đổ nát. Osha cùng với Rickon đi về hướng White Harbor, trong khi đó Bran, Hodor, Meera và Jojen Reed tới phương bắc để tìm quạ ba mắt. Bran đã dần dần chấp nhận tính xác thực của những giấc mơ ''xanh'', và khả năng nhập vào xác Summer, được gọi là xuất thần- Warg 

### A Storm of Swords
Bran, Hodor, Meera và Jojen du hành tới bức tường phía bắc để tìm quạ ba mắt trong A Storm of Swords (2000).

### A Dance with Dragons
Trong A Dance with Dragons (2011), Bran, Hodor, Meera and Jojen được các sinh vật bí ẩn là Child of the Forest hay còn gọi là Leaf đưa đến chỗ quạ ba mắt (người có thần giao cách cản), người sẽ huấn luyện Bran bằng hồi ký.

### Cây Thần của Nhà Stark
- Xem: Extended family tree of House Stark

## Chương trình truyền hình

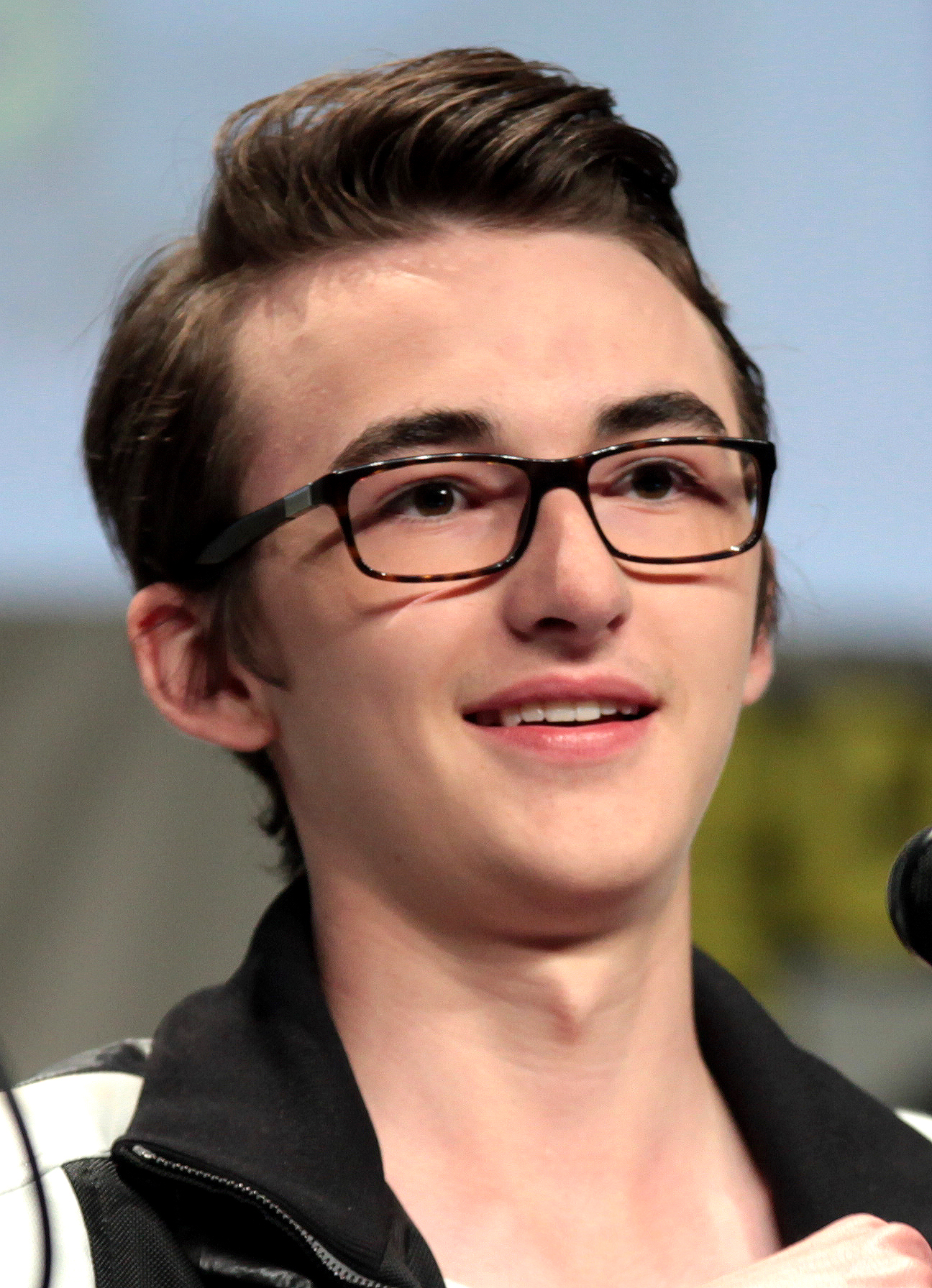
Isaac Hempstead Wright thủ vai Bran Stark trong phiên bản phim truyền hình.

Bran Stark được vào vai bởi Isaac Hempstead Wright trong phiên bản phim truyền hình cùng tên.

### Cốt truyện
Brandon "Bran" Stark là con trai thứ hai và đứa con thứ tư của Eddard và Catelyn Stark. Cậu được đặt tên theo tên của người chú quá cố, Brandon. Sói tuyết của cậu tên là Summer.

#### Season 1
Trong chuyến thăm đến Winterfell, Bran vô tình bắt gặp Cersei và Jaime Lannister quan hệ tình dục, sau đó Bran bị Jaime đẩy xuống từ cửa sổ, vĩnh viễn bị liệt hai chân. Một sát thủ được thuê để giết Bran, nhưng Summer đã giết chết hắn. Bran khi tỉnh dậy nhận ra mình bị liệt, phải nhờ Hodor đưa đi, cậu cũng không còn nhớ những gì xảy ra trước đó. Dần dần, cậu nhận ra rằng mình có thể điều khiển ý thức Summer, nhập hồn. Sau khi Robb vắng mặt, Bran đã thay anh mình lên làm Lãnh Chúa của Winterfell.

#### Season 2
Sau khi Theon Greyjoy chiếm Winterfell, Bran trốn thoát. Để củng cố địa vị của mình ở Winterfell, Theon đã giết hại hai cậu bé mồ côi và nói với người dân Winterfell rằng đó là Bran và em trai cậu Rickon Stark, đều đã chết. Sau khi bị phản bội, Theon bị đá ra khỏi Winterfell, trong khi Bran, Rickon, Hodor, Osha và sói tuyết của họ lên phía bắc để tìm người anh trai Jon Snow.

#### Season 3
Bran gặp Jojen và Meera Reed, hai người đã giúp đỡ Bran việc tìm kiếm. Sau khi đến gần với bức tường, Osha cùng với Rickon tới Last Hearth trong khi Bran khăng khăng đi theo viễn cảnh của mình bên ngoài bức tường. Cậu gặp Sam và Gilly, hai người cố gắng thuyết phục cậu đừng tới đó, nhưng Bran nói rằng đó là số phận của mình và đi qua bức tường cùng với Hodor và chị em nhà Reeds. Sam đã tặng cậu những viên đá rồng để tự vệ khi gặp Bóng Trắng.

#### Season 4
Trong cuộc hành trình vượt qua bức tường, Bran và những người khác bị Craster Keep bắt giữ làm con tin cho Đội Tuần Đêm. Đội Tuần Đêm do Jon chỉ huy cuối cùng tấn công Craster Keep và giết những kẻ nổi loạn, nhưng Locke, gián điệp của Roose Bolton, cố đưa Bran đi và giết cậu ở nơi khác. Bran nhập vào Hodor và giết chết Locke bằng cách bẻ cổ hắn. Sau đó Bran và nhóm của cậu buộc phải tiếp tục cuộc hành trình mà không cảnh báo với Jon, người mà Jojen bảo sẽ cản họ. Cuối cùng Bran cũng đến được cây thần, nhưng xác sống (wight) sống dậy, cản họ vào hang. Jojen bị giết trong cuộc tấn công. Những Đứa Con Của Rừng Rậm đã dùng quả cầu ma thuật tiêu diệt xác sống, dẫn Bran và bạn mình gặp quạ ba mắt. Quạ ba mắt Raven bảo rằng cậu sẽ không thể đi lại được nữa, thay vào đó sẽ bay.

#### Season 6
Bran lúc này đã trưởng thành, được quạ ba mắt dạy cách xuất thần và warg để về lại quá khứ. Sau khi tập luyện, cuối cùng quạ ba mắt cũng đưa Bran trở lại những ngày quá khứ của Winterfell. Bran nhận ra cậu có thể đi lại được trong khi mơ. Tại đây cậu nhìn thấy cha cậu- lãnh chúa Ned Stark thời còn trẻ đang tập kiếm ở đại sảnh Winterfell và cô Lyanna của cậu. Bran cuối cùng bị quạ ba mắt lôi ra khỏi giấc mơ và bảo rằng nếu ở quá lâu cậu sẽ không trở về được. Bran phản bác và nói rằng cậu không muốn trở lại làm một tên què quặt. Cậu tiếp tục được quạ ba mắt đưa đến một quá khứ khác tại [Tháp Niềm Vui], cậu nhìn thấy cha cậu cùng các binh sĩ tham gia một trận đánh tại đây. Sau khi các cận sĩ bị hạ, Ned Stark buộc phải đấu tay đôi với [Hiệp sĩ Ban Mai]. Howland Reed- một chư thần, nhân lúc không để ý đã giúp Ned kết liễu hắn. Ned nghe thấy tiếng hét của em gái và chạy về phía ngọn tháp. Bran gọi tên cha và bất chợt Ned nghe thấy tiếng kêu. Bran sau đó bị quạ ba mắt đưa về hiện tại. Bran khăng khăng cho rằng cha mình đã nghe thấy tiếng gọi trong khi quạ ba mắt nói rằng ông chỉ nghe tiếng gió.